# Шестірня (село)
Шесті́рня — село в Україні, у Широківській селищній громаді Криворізького району Дніпропетровської області. Колишній адміністративний центр Шестірнянської сільської ради. Населення становить 987 осіб.

## Географія
Село Шестірня розташоване на лівому березі річки Інгулець, вище за течією на відстані 3 км розташоване село Новокурське, нижче за течією на відстані 1 км розташоване село Ганнівка, на протилежному березі — село Заградівка, Високопільського району Херсонської області, за 199 км від обласного центру, 66 км від районного центру та 64 км від адміністративного центру селищної громади. За 29 км знаходиться найближча залізнична станція Інгулець.

## Клімат
| Клімат Шестірня         | Клімат Шестірня | Клімат Шестірня | Клімат Шестірня | Клімат Шестірня | Клімат Шестірня | Клімат Шестірня | Клімат Шестірня | Клімат Шестірня | Клімат Шестірня | Клімат Шестірня | Клімат Шестірня | Клімат Шестірня | Клімат Шестірня |
| Показник                | Січ.            | Лют.            | Бер.            | Квіт.           | Трав.           | Черв.           | Лип.            | Серп.           | Вер.            | Жовт.           | Лист.           | Груд.           | Рік             |
| Середній максимум, °C   | −0,7            | 0,2             | 4,9             | 14,4            | 21,6            | 26,0            | 28,3            | 27,7            | 22,0            | 14,5            | 6,6             | 2,1             | 13,9            |
| Середня температура, °C | −3,9            | −3              | 1,2             | 9,4             | 16,1            | 20,2            | 22,4            | 21,7            | 16,1            | 9,7             | 3,4             | −0,6            | 9,4             |
| Середній мінімум, °C    | −7              | −6,1            | −2,5            | 4,5             | 10,6            | 14,5            | 16,6            | 15,7            | 10,3            | 4,9             | 0,2             | −3,3            | 4,8             |
| Норма опадів, мм        | 33              | 31              | 26              | 33              | 42              | 54              | 56              | 39              | 36              | 28              | 35              | 39              | 452             |
| ----------------------- | --------------- | --------------- | --------------- | --------------- | --------------- | --------------- | --------------- | --------------- | --------------- | --------------- | --------------- | --------------- | --------------- |
| Джерело:                |                 |                 |                 |                 |                 |                 |                 |                 |                 |                 |                 |                 |                 |

## Населення
За даними всеукраїнського перепису населення 2001 року у селі мешкало 987 осіб. 
Мова
Розподіл населення за рідною мовою за даними перепису 2001 року був наступним:
| українська | 935 | 94,73 |
| російська  | 46  | 4,66  |
| білоруська | 6   | 0,61  |

## Історія
Згідно з переказами, які записані у XIX століття від старожилів, поселення засноване на початку XVII століття або раніше козаком-запорожцем Шестернею, що дістав прізвисько за те, що на одній з рук мав шість пальців. Офіційний рік заснування села - 1689. Згодом у рік падіння Січі козаки Шестерня, Нарепа, Пихно, Бурсак та інші перейшли на землі під владою Туреччини. Після царського указу про привілеї і права поселенців, вони повернулися назад. У 1780-х роках на поселення прийшли і вихідці з Білорусі та Гетьманщини. Колишні запорожці жили окремою громадою і згідно зі сповідувальними відомостями 1793 року писалися, як «черноморские козаки военніе и ихь домашние». Також є згадка про село, як  зимівник Інгульської паланки Війська Запорізького Низового, у роботі видатного вченого, історика Д.І. Яворницького "Історія запорозьких козаків".
Деякі колишні козацькі старшини ще у XVIII столітті отримали дворянські титули і декілька тисяч десятин землі — Сидір Білий, Січован та ін.
1803 року нижню течію річки Інгулець за дорученням уряду дослідив гірничий інженер Василь Пиленко, який виявив ознаки залізної руди поблизу с. Шестірня та поселення Кривий Ріг. 
З 1821 року входило до складу військових поселень кавалерії.
У 1886—1887 роках на давньому козацькому цвинтарі ще зберігалося декілька могил, серед яких:
- полкового отамана полтавського куреня Івана Великого (пом. 1784);
- козака дядьківського куреня Андрія Кичкиня (1685—1785).

Станом на 1886 рік у селі Широківської волості мешкало 2444 особи, налічувалося 469 дворів, існували православна церква, школа, аптека, 3 лавки, трактир, рейнський погріб, відбувалося 3 ярмарки на рік та базари по неділях.

## Економіка
- Сільське господарство становить основу економіки Шестірні. З 08.12.1999 виробничу діяльність здійснює ТОВ «Шестірня» , очільником якого є Павлишин Юрій Васильович. Підприємство забезпечує основну частину робочих місць у Шестірні та прилягаючих населених пунктах. Товариство спеціалізується на вирощуванні зернових, бобових культур, насіння олійних тощо.
- З 15.04.2010 сфера роздрібної торгівлі у селі представлена продуктовими магазинами - ФОП Понікаревич Миколи Олексійовича
- У липні 2019 року поблизу села було збудовано сонячну електростанцію потужністю 7 МВт. Потужності станції вистачить, щоб забезпечувати світлом весь Широківський район. Вартість проєкту, який спільно реалізують французький і чеський інвестори становила 8,5 млн євро. Широківський район було обрано через високий рівень сонячного випромінювання. Це перший подібний проєкт на території Широківської ОТГ.[8]

## Об'єкти соціальної сфери
- Школа;
- Дитячий садочок;
- Лікарня;
- Будинок культури.

## Релігія
В селі розташований Свято-Покровський храм ПЦУ.

## Відомі люди
У селі народилися:
- Мосін Олександр Григорович — український радянський співак (тенор), Заслужений артист Української РСР.
- Гаркуша Григорій Якимович — український співак, Народний артист Української РСР.
- Корнієнко Іван Сергійович — український радянський кінознавець, сценарист, Заслужений працівник культури УРСР, доктор мистецтвознавства, член Спілки кінематографістів України.